# Liste der Einträge im National Register of Historic Places im Grays Harbor County
Diese Liste der Einträge im National Register of Historic Places im Grays Harbor County enthält alle im Grays Harbor County, Washington in das National Register of Historic Places eingetragenen Gebäude, Bauwerke, Objekte, Stätten oder historischen Distrikte.
Diese Liste entspricht dem Bearbeitungsstand des National Park Service/National Register of Historic Places vom 16. August 2024.

## Legende
| NRHP | Historic Place             |
| HD   | National Historic District |

## Aktuelle Einträge
| [ 2 ] | Name                                           | Bild                           | Eintragsdatum                 | Lage | Ort           | Beschreibung |
| ----- | ---------------------------------------------- | ------------------------------ | ----------------------------- | --- | ------------- | ------------ |
| 1     | American Veterans Building                     | weitere Bilder                 | 14. Jan. 2011 ID-Nr. 10001131 | 307 7th St. 46° 58′ 40″ N, 123° 53′ 6,7″ W                                                                                            | Hoquiam       |              |
| 2     | Carnegie Library                               | weitere Bilder                 | 3. Aug. 1982 ID-Nr. 82004216  | 621 K St. 46° 58′ 38″ N, 123° 53′ 9″ W                                                                                                | Hoquiam       |              |
| 3     | Neil Cooney Mansion                            | Neil Cooney Mansion            | 14. Juli 1983 ID-Nr. 83003324 | 802 E. 5th St. 46° 57′ 1,3″ N, 123° 46′ 10,9″ W                                                                                       | Cosmopolis    |              |
| 4     | Grays Harbor Light Station                     | weitere Bilder                 | 2. Nov. 1977 ID-Nr. 77001333  | westlich von Westport 46° 53′ 18″ N, 124° 6′ 56″ W                                                                                    | Westport      |              |
| 5     | Judge Charles W. Hodgdon House                 | Judge Charles W. Hodgdon House | 27. Apr. 2005 ID-Nr. 05000365 | 717 Bluff Ave. 46° 59′ 1,5″ N, 123° 53′ 14,7″ W                                                                                       | Hoquiam       |              |
| 6     | Hoquiam Olympic Stadium                        | weitere Bilder                 | 22. Aug. 2006 ID-Nr. 06000731 | 2811 Cherry St. 46° 59′ 3″ N, 123° 51′ 32″ W                                                                                          | Hoquiam       |              |
| 7     | Hoquiam River Bridge                           | weitere Bilder                 | 16. Juli 1982 ID-Nr. 82004217 | nördlich der SR 12 46° 58′ 32″ N, 123° 52′ 32″ W                                                                                      | Hoquiam       |              |
| 8     | Hoquiam’s Castle                               | weitere Bilder                 | 11. Apr. 1973 ID-Nr. 73001868 | 515 Chenault Ave. 46° 59′ 4″ N, 123° 53′ 16″ W                                                                                        | Hoquiam       |              |
| 9     | Hotel Morck                                    | Hotel Morck                    | 23. Mai 2016 ID-Nr. 16000294  | 215 S. K Street 46° 58′ 22,6″ N, 123° 49′ 7,5″ W                                                                                      | Aberdeen      |              |
| 10    | Edward & Laura Hulbert House                   | weitere Bilder                 | 14. Mai 2018 ID-Nr. 100002405 | 807 N M St. 46° 58′ 40,8″ N, 123° 49′ 9,1″ W                                                                                          | Aberdeen      |              |
| 11    | Kestner Homestead                              | weitere Bilder                 | 13. Juli 2007 ID-Nr. 07000741 | Quinault River Valley, nördlich der Quinault River Ranger Station im westlichen Teil des Kestner Creek 47° 30′ 37,9″ N, 123° 49′ 9″ W | Lake Quinault |              |
| 12    | Lake Quinault Lodge                            | weitere Bilder                 | 9. Juli 1998 ID-Nr. 98000846  | South Shore Rd. 47° 28′ 1″ N, 123° 50′ 50″ W                                                                                          | Lake Quinault |              |
| 13    | Joseph Lytle House                             | Joseph Lytle House             | 12. Juli 1990 ID-Nr. 90001073 | 509 Chenault 46° 59′ 3″ N, 123° 53′ 24″ W                                                                                             | Hoquiam       |              |
| 14    | Masonic Temple-Hoquiam                         | weitere Bilder                 | 5. Sep. 2007 ID-Nr. 07000934  | 510 8th St. 46° 58′ 38″ N, 123° 53′ 14″ W                                                                                             | Hoquiam       |              |
| 15    | Old McCleary Hotel                             | Old McCleary Hotel             | 1. Aug. 1996 ID-Nr. 96000842  | 42 N. Summit Rd. 47° 3′ 33,9″ N, 123° 15′ 55,3″ W                                                                                     | McCleary      |              |
| 16    | Lachlin McTaggert House                        | Lachlin McTaggert House        | 29. Aug. 1985 ID-Nr. 85001942 | 2240 L St. 46° 58′ 42″ N, 123° 53′ 34″ W                                                                                              | Hoquiam       |              |
| 17    | Ole Mickelson Cabin                            | Ole Mickelson Cabin            | 6. Mai 1993 ID-Nr. 92001291   | Lot 46, zwischen dem Willaby Cr. und Falls Cr. 47° 27′ 53″ N, 123° 51′ 11″ W                                                          | Quinault      |              |
| 18    | F. Arnold Polson House and Alex Polson Grounds | weitere Bilder                 | 19. Juni 1979 ID-Nr. 79002533 | 1611 Riverside Ave. 46° 58′ 44″ N, 123° 52′ 45″ W                                                                                     | Hoquiam       |              |
| 19    | Seventh Street Theater                         | weitere Bilder                 | 6. Aug. 1987 ID-Nr. 87001334  | 313 Seventh St. 46° 58′ 36″ N, 123° 53′ 7″ W                                                                                          | Hoquiam       |              |
| 20    | Sierra                                         | Sierra                         | 29. März 1978 ID-Nr. 78002745 | 1401 Sargent Blvd. 46° 58′ 31″ N, 123° 48′ 2″ W                                                                                       | Aberdeen      |              |
| 21    | U.S. Post Office – Hoquiam Main                | weitere Bilder                 | 30. Mai 1991 ID-Nr. 91000645  | 620 Eighth St. 46° 58′ 30″ N, 123° 53′ 11″ W                                                                                          | Hoquiam       |              |
| 22    | U.S. Post Office – Montesano Main              | weitere Bilder                 | 30. Mai 1991 ID-Nr. 91000649  | 211 Pioneer Ave. W. 46° 58′ 46″ N, 123° 36′ 4″ W                                                                                      | Montesano     |              |